# Кордеро, Николас
Николас Фернандо Кордеро (исп. Nicolás Fernando Cordero; род. 11 апреля 1999, Буэнос-Айрес) — аргентинский футболист, нападающий клуба «Керетаро».

## Клубная карьера
Кордеро — воспитанник клуба «Уракан». 9 февраля 2019 года в матче против «Велес Сарсфилд» он дебютировал в аргентинской Примере в составе последних. 23 ноября в поединке против «Сентраль Кордова» Николас забл свой первый гол за «Уракан». Летом 2021 года Кордеро на правах аренды перешёл в «Унион Санта-Фе». 17 июля в матче против «Бока Хуниорс» он дебютировал за новую команду. 26 августа в поединке против «Годой-Крус» Николас забил свой первый гол за «Унион Санта-Фе». 
Летом 2023 года Кордеро перешёл в мексиканский «Керетаро».